# لحسن ودانی
لحسن ودانی (انگلیسی: Lahcen Ouadani؛ زادهٔ ۱۴ ژوئیهٔ ۱۹۵۹) بازیکن سابق فوتبال اهل مراکش است.
وی از سال ۱۹۷۸ تا ۱۹۸۹ در تیم ملی فوتبال مراکش بازی انجام داده است و عضو این تیم در جام جهانی فوتبال ۱۹۸۶ بوده است.